# Пакаха
Пакаха, Pacaha — индейское племя, которое встретил в 1541 году Эрнандо де Сото. Племя обитало в укреплённых поселениях на северо-востоке современного штата Арканзас.
Название племени происходит от имени вождя Пакаха, который родился в начале XVI века. Предполагается, что в то время главное поселение племени находилось на реке Миссисипи около города Террелл, в нынешнем округе Криттенден, штат Арканзас. Городище на месте деревени известно археологам как «место Брэдли».
Сведения о вожде Пакаха и его народе сохранились из дневников экспедиции де Сото в 1541 году, когда последний остановился в деревне Пакахи примерно на 40 дней.

## Экспедиция Эрнандо де Сото

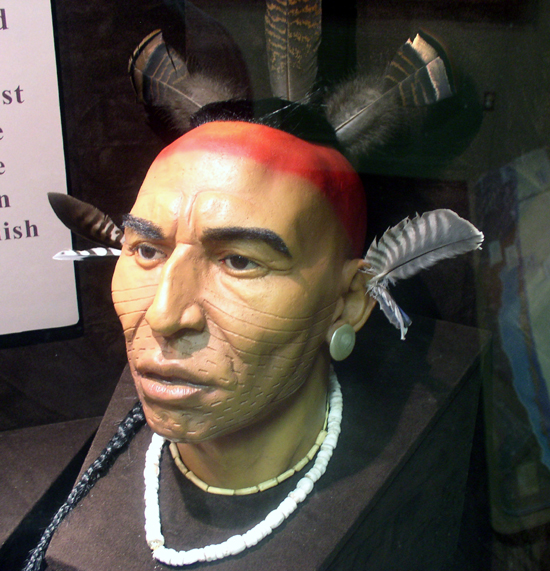
Вождь каски — соперников пакаха. Реконструкция в музее Паркин-парка

Первая встреча пакаха с экспедицией де Сото была боевой стычкой. Племя вождя Пакахи вело войну с соседним вождём по имени Каски. Племя Каски, как предполагают, обитало в районе современного города Паркин в штате Арканзас, где в настоящее время находится Государственный археологический парк Паркин.
Сначала де Сото встретился с племенем Каски. Когда он настоял на посещении селения пакаха, за ним последовали многие из племени Каски. Люди племени Пакаха, увидев приближение врагов, попытались бежать на остров на реке и утонули. Каски, шедшие вместе с де Сото, воспользовались возможностью, разграбили селение пакаха и осквернили местные святыни.
Племя Пакаха контролировало более крупную территорию и было более многочисленным, чем Каски. Однако вождь Пакаха был младше вождя Каски, и, по-видимому, терял существенно больше от агрессивных нападений Каски. Де Сото установил контакт с вождём Пакаха и убедил его, что не имеет отношения к атаке, и что цель экспедиции была мирной. Де Сото даже заверил Пакаху, что экспедиция поможет ему в войне против Каски, чтобы отомстить за потери.
Каски получили предупреждение о готовящемся нападении. Во избежание мести они вернули награбленные вещи и принесли извинения. Де Сото организовал обед двух вождей и содействовал заключению мирного договора между племенами. Вождь Пакаха подарил де Сото одну из своих жён, одну из своих сестёр и ещё одну женщину из своего племени в знак благодарности за заключение мира и как компенсацию за соперника, который подарил Сото только одну из своих дочерей.
Записи экспедиции де Сото являются единственными историческими свидетельствами о вожде Пакаха и его племени. Более поздня история племени неизвестна.
Название Пакаха в одном из отчётов метатетически передавалось как Капаха. Некоторые исследователи полагают, что оно относится к племени квапо, обнаруженное в Арканзасе экспедициями 17 и 18 веков. Главное селение квапо в восточном Арканзасе называлось Каппа или Каппах. Человеческие и культурные останки, обнаруженные в местах предполагаемого проживания пакаха, связывают с племенами квапо и туника-билокси, которые существуют до настоящего времени.

## Спорные вопросы
Предполагаемый путь экспедиции де Сото установила Комиссия де Сото во главе с Джоном Суонтоном в 1939 году. Её выводы были приняты правительством США и большинством археологов. Некоторые критики считают, что путь де Сото пролегал севернее, по территории штатов Индиана и Иллинойс, а обнаруженная им река была не Миссисипи, а Огайо.
В связи с данной дискуссией некоторые полагают, что главное селение Пакаха находилось на месте современного города Тер-От в штате Индиана (Терре-Хот), а племя Каски проживало вблизи современного города Винсеннес в штате Индиана. Данная гипотеза не имеет официального признания, однако исследования в этом направлении продолжаются.